# Kanton Meyzieu
Der Kanton Meyzieu war bis 2015 ein französischer Kanton im Arrondissement Lyon im Département Rhône der Region Rhône-Alpes. Hauptort war Meyzieu. Er wurde abgeschafft, als auf dem Gebiet der Gemeinden Meyzieu und Jonage die Métropole de Lyon zum Jahreswechsel 2014/2015 das Département Rhône als übergeordnete Gebietskörperschaft ablöste und die Kantone ihre Funktion als Wahlkreise verloren. Die restlichen fünf Gemeinden wurden dem Arrondissement Villefranche-sur-Saône zugeordnet. Letzter Vertreter im conseil général des Départements war Michel Forissier (UMP), er folgte auf Odette Garbrecht (PS) nach.

## Gemeinden
Der Kanton umfasste sieben Gemeinden:
| Gemeinde              | Einwohner Jahr | Fläche km² | Bevölkerungsdichte | Code INSEE | Postleitzahl |
| --------------------- | -------------- | ---------- | ------------------ | ---------- | ------------ |
| Colombier-Saugnieu    | 2.505 (2013)   | 27,62      | 91 Einw./km²       | 69299      | 69124        |
| Jonage                | 5.843 (2013)   | 12,11      | 482 Einw./km²      | 69279      | 69330        |
| Jons                  | 1.389 (2013)   | 7,41       | 187 Einw./km²      | 69280      | 69330        |
| Meyzieu               | 31.438 (2013)  | 23,01      | 1366 Einw./km²     | 69282      | 69330        |
| Pusignan              | 3.756 (2013)   | 13,04      | 288 Einw./km²      | 69285      | 69330        |
| Saint-Bonnet-de-Mure  | 6.818 (2013)   | 16,34      | 417 Einw./km²      | 69287      | 69720        |
| Saint-Laurent-de-Mure | 5.361 (2013)   | 18,63      | 288 Einw./km²      | 69288      | 69720        |